# AT105 サクソン
AT105 サクソン（英語: AT105 Saxon）は、イギリス製の装甲兵員輸送車で、GKN サンキー社がAT 100 IS計画としてAT104計画を基に設計された。

## 設計
サクソンは、費用対効果の高い「戦場タクシー」のコンセプトで設計開発され、軽装甲装輪装甲車は路上での速度で装軌式車両に勝り、さらに多くの部品を民生用トラックから流用することが可能だったため、整備維持費用の削減にも貢献した。最終的には10万ポンド(3,200万円相当)で生産できるようになっている
サクソンの装甲は、小火器の弾丸や榴弾の破片には耐えられるが、対装甲車両・対戦車兵器には耐えられない。車体の底面は対戦車地雷対策としてV字型の形状となっており、地雷が爆発しても爆風と爆圧を車体外部へ逃がすように設計されている。武装は対空自衛用の機関銃1挺のみである。
エンジンは、車体前部の操縦席の反対側に置かれ、後部の兵員室には10名収容できる。車台はベッドフォードMk4tトラックを流用しているためイギリス式の右ハンドル車で、車体前方左側にエンジンが配置されていたが、輸出用の左ハンドル型では操縦席とエンジンの配置が逆になっている。

## 運用
1978年から生産が開始されたが海外販売を先行したため、最初にサクソンが配備されたのは、西ドイツに駐屯するイギリス陸軍ライン軍団所属の第3歩兵師団であり、1983年に同師団所属の4個機械化歩兵大隊に配備された。
多数のサクソンIS（サクソン・パトロール）は、北アイルランド紛争において、サーチライトやワイヤーカッターなどを装備して、旧式のFV603 サラセンと共に警備任務に従事した。暴動発生時には、車体左右に装備された金網を左右に展開して暴徒の進行を阻止すると共に、イギリス軍鎮圧部隊の盾として活躍したほか、車体容積の広さを活かして救急車として運用された。
旧ユーゴスラビアにおいては、地雷処理車両として広く活躍した。
イギリスは1983年から導入し、最終的には700輌以上が完成したが、イギリス軍からは2016年までに退役しウクライナやヨルダン、ソマリアなどで再就役している。

## 派生型
AT105A
戦場救急車型。
AT105E
機関銃を1挺ないし2挺装備した砲塔を搭載した型。
AT105MR
81mm迫撃砲運搬車。
AT105C
指揮統制車。
このほかにも、ミラン対戦車ミサイルを搭載した戦車駆逐車仕様などの派生型が存在する。

## 採用国
- イギリス（2003年時点で640両を保有）
- バーレーン（10両）
- ブルネイ（24両）
- クウェート
- マレーシア（40両）
- ナイジェリア
- オマーン - 2023年時点で、オマーン陸軍が15両のAT105 サクソンを保有している[1]。
- ヨルダン
- ソマリア[2]
- セルビア（国家憲兵が保有。同国のサクソン装甲車は、ラバー製の装甲板と新型の銃架を装備し、そこにブローニングM2重機関銃を搭載している）
- ウクライナ - イギリスから中古車両を導入。